# Rezerwat przyrody Kania (województwo lubelskie)
Kania – leśny rezerwat przyrody w gminie Trzebieszów, w powiecie łukowskim, w województwie lubelskim. Leży na terenie Nadleśnictwa Radzyń Podlaski, w obrębie leśnym Turów, w leśnictwie Brzozowica.
- powierzchnia (dane z nadleśnictwa oraz wg aktu powołującego) – 28,86 ha[2]
- rok utworzenia – 1995
- dokument powołujący – Zarządzenie Ministra Ochrony Środowiska, Zasobów Naturalnych i Leśnictwa z 11 grudnia 1995 roku w sprawie uznania za rezerwat przyrody (MP z 1996 roku nr 5, poz. 45).
- cel ochrony – zachowanie wielogatunkowego lasu liściastego, w tym rzadkiego na terenie Polski zbiorowiska dębniaka turzycowego[2]

Drzewostan tworzy dąb szypułkowy w wieku około 160 lat z udziałem brzozy, olszy, osiki i sosny w wieku 20–35 lat. W warstwie podszytu rosną m.in. leszczyna, czeremcha czy grab. W runie naliczono około 60 gatunków roślin. Z roślin chronionych na terenie rezerwatu występują: przylaszczka pospolita, konwalia majowa, wawrzynek wilczełyko, listera jajowata, kopytnik pospolity, kruszyna pospolita.